# Theo van Doesburg

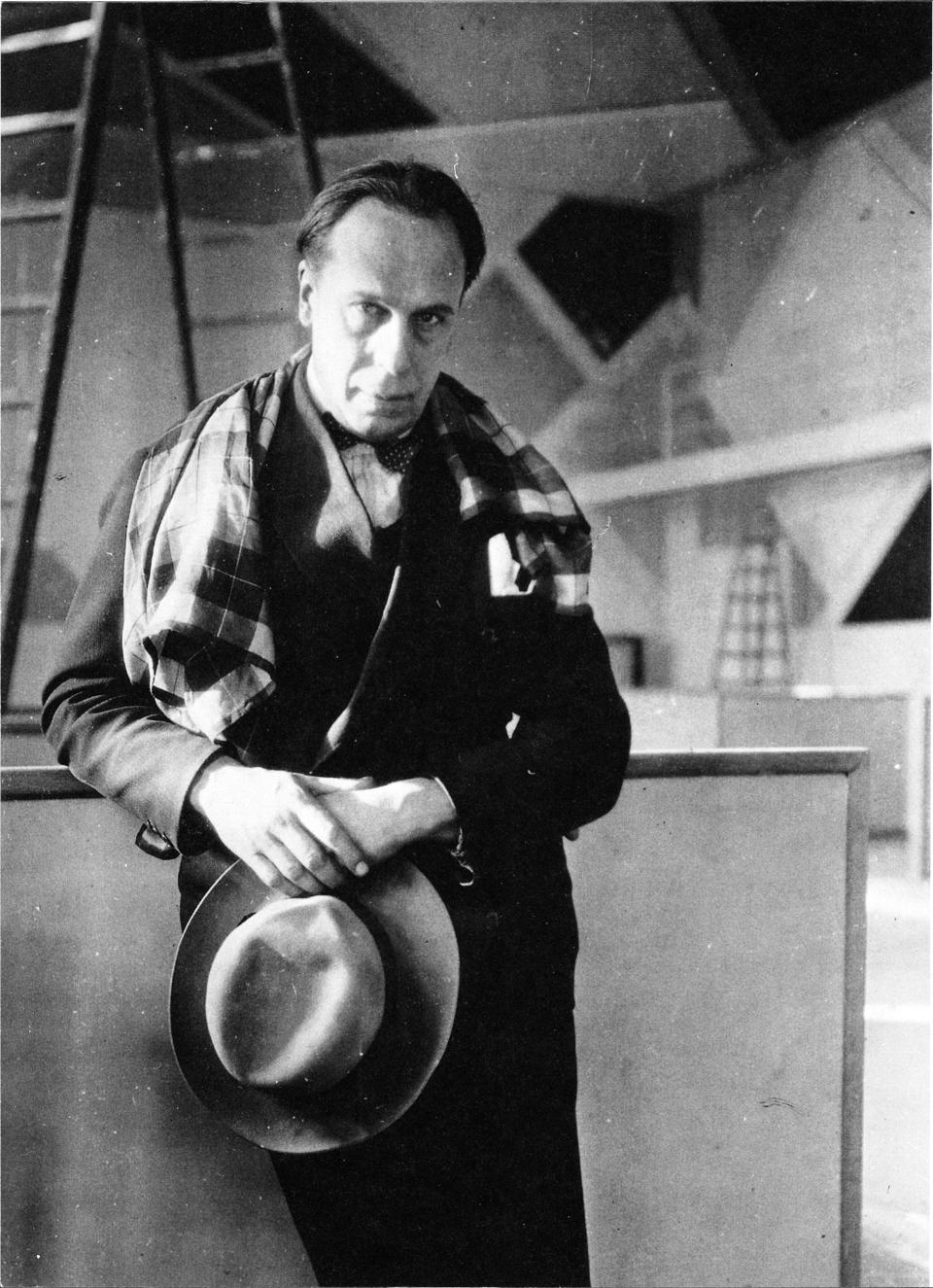
Theo van Doesburg in der Aubette, 1927

Theo van Doesburg (* 30. August 1883 in Utrecht; † 7. März 1931 in Davos, Schweiz), eigentlich Christian Emil Marie Küpper, war ein niederländischer Maler, Schriftsteller, Architekt, Bildhauer, Typograf und Kunsttheoretiker.
Van Doesburg schuf geometrisch aufgebaute Gemälde und gehörte somit zu den Mitbegründern der abstrakten Malerei. Er war 1917 Mitbegründer der Künstlervereinigung De Stijl. Später schloss er sich für kurze Zeit dem Dadaismus an. 1924 wurde von ihm der Begriff Konkrete Kunst eingeführt.

## Leben und Werk

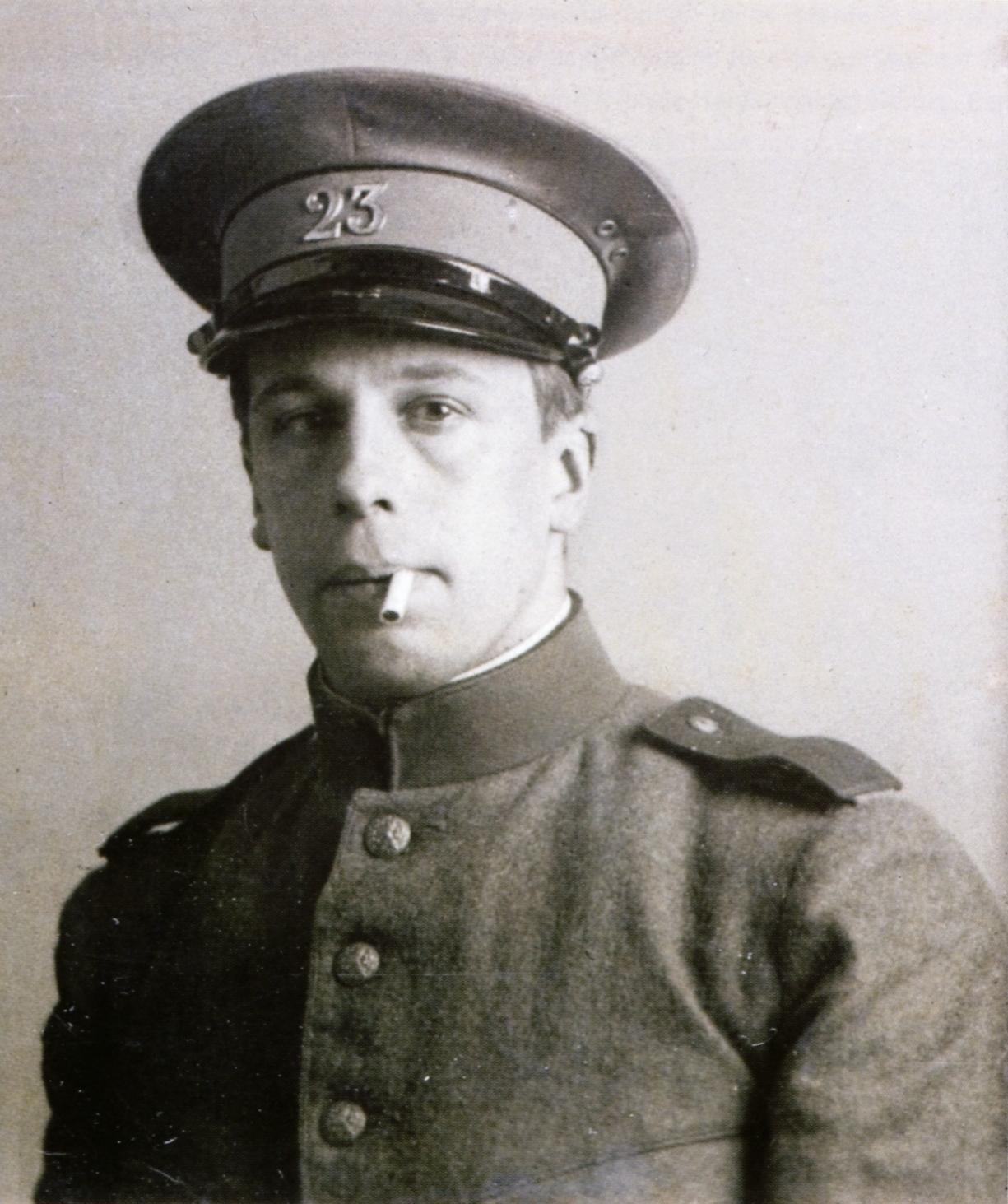
Theo van Doesburg, um 1915

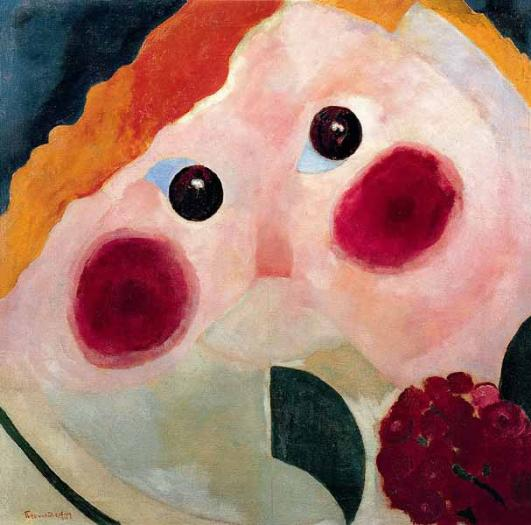
Mädchen mit Hahnenfuß, 1914

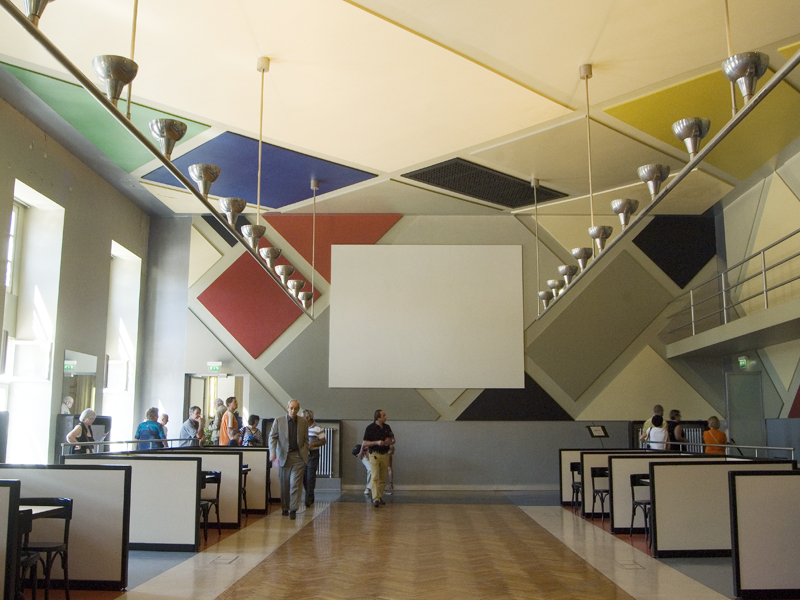
Theo van Doesburg mit Hans Arp und Sophie Taeuber-Arp: „Cinébal“ der Aubette, Straßburg, nach der Wiederherstellung 2006

Kontra-Komposition XIII, 1925/26

### Jugend und Frühwerk
Emil Küpper war das siebte und letzte Kind des deutschen Fotografen Wilhelm Küpper (1838–1892) und seiner Frau Henrietta Margadant. Ein Jahr nach seiner Geburt ging das Fotoatelier seines Vaters in Konkurs und dieser verließ die Stadt in Richtung Deutschland. Im September 1884 zog der Rest der Familie nach Amsterdam zu dem Uhrmacher Theodorus Doesburg, den seine Mutter am 19. Juli 1893 heiratete. Seinen Stiefvater, Theodorus Doesburg, betrachtete er stets als seinen leiblichen Vater, so dass seine ersten Werke mit Theo Doesburg signiert sind, dem er später „van“ hinzufügte. In der Grundschule war Emil ein schwieriger Schüler. Weil er nichts anderes tun wollte als lesen, wurde er von der Schule verwiesen. Eine weiterführende Schule oder eine weiterführende Ausbildung hat er nie abgeschlossen. Um 1902–1903 nahm er Malunterricht bei dem Maler Adri Grootens, blieb aber für den Rest seines Lebens Autodidakt.
Neben Malerei und Literatur beschäftigte sich van Doesburg mit Soziologie, Philosophie und Ethik. Er interessierte sich aber auch für Politik und Religion, wie seine Mitgliedschaft im Vrijzinnig-Democratische Bond (Liberal-Demokratischer Bund) und sein Eintritt in die reformierte Kirche zeigen. Auf dieser Suche lernte er um 1903 die ebenfalls autodidaktische Dichterin Agnita Feis kennen, der er im September 1904 eines seiner ersten Gedichte widmete.
Van Doesburgs Eltern missbilligten seine Beziehung zu Feis, und so verließ er 1907 sein Elternhaus ohne festes Einkommen. Mit Hilfe seines Freundes, des Amateurmalers Christian Leibbrandt, gelang es ihm, seinen Lebensunterhalt zu verdienen. Im Jahr 1908 organisierte der Haagsche Kunstkring seine erste Ausstellung, und von 1908 bis 1912 verdiente er sein Geld als Zeichenlehrer. 1910 heirateten Agnita Feis und van Doesburg. Feis behielt ihren Geburtsnamen.
Ab Mitte 1912 schrieb van Doesburg Rezensionen und Kunstkritiken für verschiedene Zeitschriften. Auf diese Weise kam er zum ersten Mal mit moderner Kunst in Berührung. Der Kunst der Kubisten wie Picasso oder Braque und den abstrakten Werken Kandinskys konnte er zunächst wenig abgewinnen. Das änderte sich 1913, nachdem er Kandinskys Retrospektiven gelesen hatte, in denen dieser auf seine Entwicklung als Maler von 1903 bis 1913 zurückblickte. Van Doesburg ist von der „Vergeistigung“ der Kunst überzeugt, was bedeutet, dass die reine Kunst aus dem Geist und nicht aus der uns umgebenden Welt kommt. Er übernahm auch Kandinskys Idee, dass die Kunst der Zukunft aus der Kunst der Vergangenheit vorhergesagt werden kann. Van Doesburg stellt fest, dass die Kunst immer abstrakter wird. Das Gemälde Mädchen mit Hahnenfuß, das er 1914 vollendet, ist sein erster Versuch in diese Richtung. Obwohl die Figur noch erkennbar ist, stellt van Doesburg fest, dass er sie nur als Motiv verwendet hat.
Unmittelbar nach Ausbruch des Ersten Weltkrieges 1914 wurde Van Doesburg als Oberfeldwebel Küpper bei der Amsterdamer Landwehr an der belgischen Grenze in Nord-Brabant einquartiert. Die grausamen Augenzeugenberichte belgischer Flüchtlinge erschütterten ihn zutiefst, und er verlor jegliches Vertrauen in die Menschen, ja sogar den Glauben, wie er ihn kannte. An der Front verfasste er zahlreiche Zeitungsartikel, Gedichte und Briefe, in denen er seine Abscheu über den in seinen Augen sinnlosen Krieg zum Ausdruck brachte. Er lernte den Dichter Evert Rinsema kennen, mit dem ihn eine lebenslange Freundschaft verband. Im Januar 1915 wurde er nach Tilburg versetzt.
Im Jahr 1915 lernte er Lena Milius kennen und verliebte sich in sie. Er widmete ihr das Gedicht „Mijne liefde…“, das er am 30. Januar 1915 in der Zeitschrift Eenheid veröffentlichte – sehr zum Missfallen seiner Frau Agnita Feis.
Gegen Ende seiner Tilburger Zeit wandte sich van Doesburg wieder der bildenden Kunst zu. So besuchte er Anfang Juni 1915 die Frühjahrsausstellung von De Onafhankelijken („Die Unabhängigen“) in Amsterdam. Viele der frühen abstrakten Künstler, darunter auch Kandinsky, benutzten die Musik als Motiv, um ihrem inneren Gefühlsleben eine Form zu geben; zudem hatte die von ihnen angestrebte Vergeistigung in der Musik bereits eine viel konkretere Gestalt angenommen als in den anderen Künsten. Anlässlich dieser Ausstellung schrieb van Doesburg den Artikel Anmerkungen zur modernen Kunst, in dem er zum ersten Mal die „wahren“ Modernen verteidigte.
In Anlehnung an Kandinskys evolutionäres Denken versuchte van Doesburg, die Entwicklung der Kunst (vom Gegenständlichen zum Abstrakten) in Worte zu fassen, zum Beispiel in dem Vortrag Die Entwicklung der modernen Malerei. Als er im Oktober 1915 mit dem Werk von Piet Mondrian in Berührung kam, schrieb er darüber in ähnlichen Worten, was zu einer langsamen Abkehr vom Expressionismus führte. Am 6. Februar 1916 trafen sich die beiden zum ersten Mal.
1920 organisierte van Doesburg mehrere Ausstellungen in den Niederlanden und in Belgien. Bei der Eröffnung einer Ausstellung in Den Haag im Juli lernte er die damals 20-jährige Pianistin Nelly van Moorsel kennen, mit der er gegen den Willen ihrer Eltern eine Beziehung einging. Am 17. März 1921 begann van Doesburg in Begleitung von Nelly eine Vortragsreise durch Belgien, Frankreich, Italien, die Schweiz, Österreich und Deutschland, nach der sich die beiden nie wieder trennten.

### De Stijl, Bauhaus und DADA
De Stijl war in erster Linie ein Projekt von Theo van Doesburg, der sich selbst als Gründer, Herausgeber und Propagandist von De Stijl bezeichnete. Diese niederländische Kunstrichtung wurde nach der Zeitschrift De Stijl benannt, die 1917 in Leiden gegründet wurde. Die wichtigsten weiteren Mitglieder von De Stijl waren Piet Mondrian, Vilmos Huszár, Bart van der Leck, Antony Kok, J.J.P. Oud, Jan Wils, Robert van ’t Hoff, Gerrit Rietveld und Georges Vantongerloo.
Die Mitglieder von De Stijl strebten eine radikale Reform der Kunst an, die mit den technischen, wissenschaftlichen und sozialen Veränderungen in der Welt Schritt halten sollte. Die neuen Gestaltungsprinzipien von De Stijl betrafen verschiedene Bereiche: Bildende Kunst, Architektur, Design und Möbel, Grafik und Typografie. Sie zielten auf eine interdisziplinäre Harmonisierung und Vereinfachung. Diese Reform beinhaltete die Verwendung eines Minimums an Farben (Primärfarben in Kombination mit Schwarz, Weiß und Grau) und eine möglichst einfache Anordnung (vorzugsweise nach dem orthogonalen System). Wie Mondrian schuf Theo van Doesburg geometrisch-flächig aufgebaute Gemälde. Obwohl die Zeitschrift De Stijl nie mehr als 300 Exemplare verkaufte, hatte sie einen großen Einfluss auf die Kunst in den Niederlanden und im Ausland.
Viking Eggeling und Hans Richter verfassten 1920 die Proklamation Universelle Sprache. Sie hielten die abstrakte Form, die Auflösung des Gegenständlichen, für die einzige allgemein verständliche Sprache, mit der die Kunst ihre gesellschaftliche Aufgabe wiedererlangen könne. Das achtseitige Pamphlet, in dem sie ihre Theorien darlegten, verschickten sie an einflussreiche Persönlichkeiten. Theo van Doesburg reiste mit Hans Richter und seiner Frau im Dezember nach Klein Kölzig (Gutshaus von Richters Eltern), weil er eine künstlerische Verwandtschaft mit der Arbeit Richters und Eggelings spürte und ihre Fortschritte kennen lernen wollte. Er blieb drei Wochen. Hans Richter, der 1916 in Zürich die Dada-Bewegung mitbegründet hatte, vermittelte van Doesburg die Dada-Ideen und machte ihn später auch mit Kurt Schwitters bekannt. Als van Doesburg im Januar 1921 zum zweiten Mal nach Deutschland kam, brachte er seine Frau Nelly mit. Richters und van Doesburgs teilten sich eine Wohnung in Berlin, Uhlandstr. 118.
Im Dezember 1920 traf er sich in Berlin mit Walter Gropius, dem Direktor des Bauhauses, sowie mit Adolf Meyer und Bruno Taut. Bei diesem Treffen zeigte van Doesburg Werke von De Stijl und Gropius berichtete über die Aktivitäten des Bauhauses. In den ersten Tagen des Jahres 1921 hielt er sich auf Anraten von Gropius in Weimar auf, wo sich zu diesem Zeitpunkt das Bauhaus befand. Schon bei diesem ersten Besuch bemerkte van Doesburg, dass trotz der progressiven Haltung von Gropius am Bauhaus eine handwerkliche und kunstgewerbliche Atmosphäre herrschte. Van Doesburg stellte fest, dass es in Weimar genügend Raum gab, um die Menschen von dem Neuen zu überzeugen, und er übte von 1921 bis 1922 eine Lehrtätigkeit in Privatkursen über architektonische Gestaltung am Weimarer Bauhaus aus. Eine Festanstellung als Meister hatte Gropius abgelehnt, jedoch beeinflusste Doesburg andere Lehrer des Bauhauses.
1922 gehörte von Doesburg zu den Autoren der von El Lissitzky und Ilja Ehrenburg konzipierten kurzlebigen Zeitschrift „Gegenstand“, die sich dem Dialog von Künstlern verschiedener Nationalitäten verschrieben hatte. Im gleichen Jahr führte er den Dadaismus in den Niederlanden ein und veröffentlichte – unter dem Pseudonym I. K. Bonset – die dadaistische Zeitschrift Mecano. Am 10. Januar 1923 initiierte er den „Dada-Feldzug“ in den Niederlanden mit dem ersten Dada-Abend in Den Haag. Die letzte Dada-Soirée fand am 13. April im friesischen Drachten statt. In diesem Jahr 1923 endeten die Aktionen des Dadaismus endgültig.
Die Freundschaft zwischen Theo van Doesburg und Piet Mondrian blieb in diesen Jahren bestehen, auch wenn die Kommunikation hauptsächlich per Brief stattfand. 1923 zog van Doesburg mit seiner späteren Frau Nelly van Moorsel nach Paris, wo Mondrian bereits lebte und arbeitete. Da sich die beiden nun regelmäßiger sehen konnten, wurden die charakterlichen Unterschiede deutlich: Mondrian war ein introvertierter Mensch, van Doesburg dagegen extrovertierter und extravaganter. Im Laufe des Jahres 1924 kam es zu Unstimmigkeiten zwischen den beiden, die schließlich noch im selben Jahr zu einer vorübergehenden Trennung führten. Der genaue Grund für die Trennung ist unter Kunsthistorikern umstritten; als Hauptgrund werden in der Regel unterschiedliche Auffassungen über die Linienführung in den Gemälden genannt: Mondrian akzeptierte nie Diagonalen, während Doesburg auf dem dynamischen Aspekt der Diagonalen bestand und sie in seiner Kunst verwendete.
Die beiden Künstler versöhnten sich 1929, als sie sich zufällig in einem Pariser Café trafen.
Für das Café und Tanzlokal Aubette am Kléberplatz in Straßburg entwarf van Doesburg 1927/28 mit Sophie Taeuber-Arp und deren Mann Hans Arp als Gesamtkunstwerk der De-Stijl-Bewegung folgend die Umgestaltung der Innendekoration. Sie wurde Ende der 1930er Jahre zerstört, da sie dem Publikumsgeschmack nicht entsprach, und von 1989 bis 1994 wiederhergestellt.

### Konkrete Kunst
1930 veröffentlichte van Doesburg zusammen mit den künstlerischen Weggefährten Otto Gustaf Carlsund, Jean Hélion, Léon Tutundjian und Marcel Wantz die 16 Seiten umfassende Zeitschrift „AC“ [„ART CONCRET“]. Diese Zeitschrift, die als Reihe angelegt war, dann aber doch nur mit einer einzigen Nummer erschien, führte den Begriff „Konkrete Kunst“ nachwirkend in die Kunsttheorie ein. Mit ihren verschiedenen Beiträgen war die Zeitschrift zugleich als ein Manifest angelegt, das die Wesensmerkmale der Konkreten Kunst kurz und knapp beschrieb. Zugleich sollte sie die Konkrete Kunst erklären und über die Gattung der Kunsttheorie als kanonisch legitimieren. Ein Schwerpunkt lag dabei auf der Abgrenzung zur figürlich-gegenständlichen Kunst. Van Doesburg schrieb: „Das Kunstwerk muss vor seiner Ausführung vollständig im Geist entworfen und ausgestaltet worden sein. Von der Natur, von Sinnlichkeit oder Gefühl vorgegebene Formen darf es nicht enthalten. Lyrik, Dramatik, Symbolismus usw. sind zu vermeiden. […] Das Gemälde muss ausschließlich aus rein bildnerischen Elementen konstruiert werden, d. h. aus Flächen und Farben. Ein Bildelement bedeutet nichts anderes als ‚sich selbst‘, folglich bedeutet auch das Gemälde nichts anderes als ‚sich selbst‘“.
Im Februar 1931 fand ein Treffen statt, das nach seinem Tod zur Gründung der einflussreichen Gruppe Abstraction-Création führte. Kurz zuvor, am 16. Juni 1930, war er in die römisch-katholische Kirche eingetreten.
Van Doesburgs Asthmaanfälle wurden immer heftiger und seine Freunde organisierten eine Spendenaktion, um ihm eine Behandlung zu ermöglichen. Ende Februar 1931 reiste er mit Nelly nach Davos in der Schweiz, um sich von seinem Asthma zu erholen, doch am darauf folgenden 7. März starb er unerwartet im Alter von 47 Jahren an Herzversagen. Er wurde hier eingeäschert, wobei nur Nelly van Doesburg und Lena Milius anwesend waren.
Theo van Doesburg war verheiratet mit: Agnita Feis (Mai 1910 bis Mai 1917), Lena Milius (1917 bis 1923), Nelly van Moorsel (24. November 1928).
1937 wurden in der Nazi-Aktion „Entartete Kunst“ aus dem Provinzial-Museum Hannover sein Ölgemälde Abstrakte Komposition und seine Zeichnung Entwurf für ein Fenster beschlagnahmt und vernichtet.
1947 fand eine Retrospektive seiner Werke in Peggy Guggenheims Galerie Art of This Century in New York statt.
1955 waren seine Werke posthum auf der Documenta 1 in Kassel vertreten.

## Ausstellungen
- 1908 in Den Haag.
- 1922 I. Internationale Kunstausstellung Düsseldorf 1922[7][8]
- 1923 Ausstellung von Architekturmodellen von van Doesburg und van Eesteren in der „Galerie de l’Effort“, Paris.
- 1947 (posthum) Retrospektive, Art of This Century, New York.
- 1955 (posthum) Documenta 1, Kassel.
- 1968 (posthum) Theo van Doesburg 1883–1931, Stedelijk van Abbe Museum.
- 1976 (posthum) Malewitsch bis Mondrian und ihre Kreise. Aus der Sammlung Wilhelm Hack Köln / Ludwigshafen am Rhein. Kölnischer Kunstverein.

## Werke (Auswahl)

### Architektur
- 1918 mit J.J.P. Oud: Ferienheim „De Vonk“, Noordwijkerhout
- 1923 mit Cornelis van Eesteren: Huis van Zessen, Alblasserdam
- 1927/28 mit Hans Arp und Sophie Taeuber-Arp: „Cinébal“ der Aubette, Straßburg (zerstört, rekonstruiert)
- 1930 Haus des Architekten, Meudon-Val-Fleury

### Malerei
- 1914 Mädchen mit Hahnenfuß
- 1918 Rhythmus eines russischen Tanzes
- 1925/26 Kontra-Komposition XIII

### FotogalerieDada

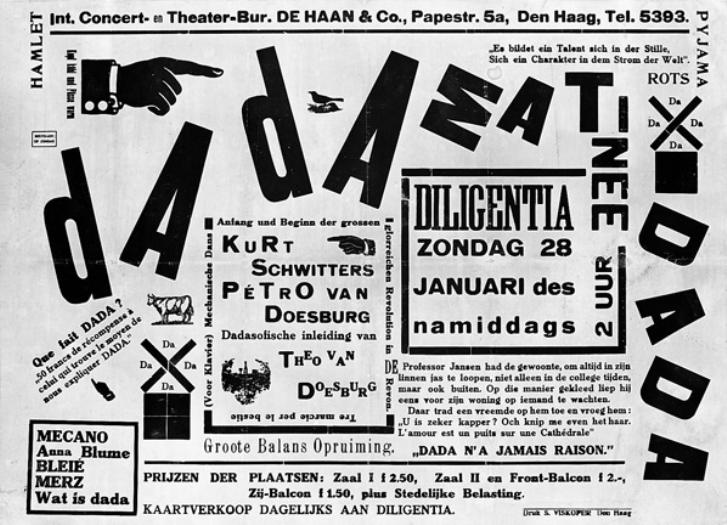
Dadamatinée, Den Haag, 1923
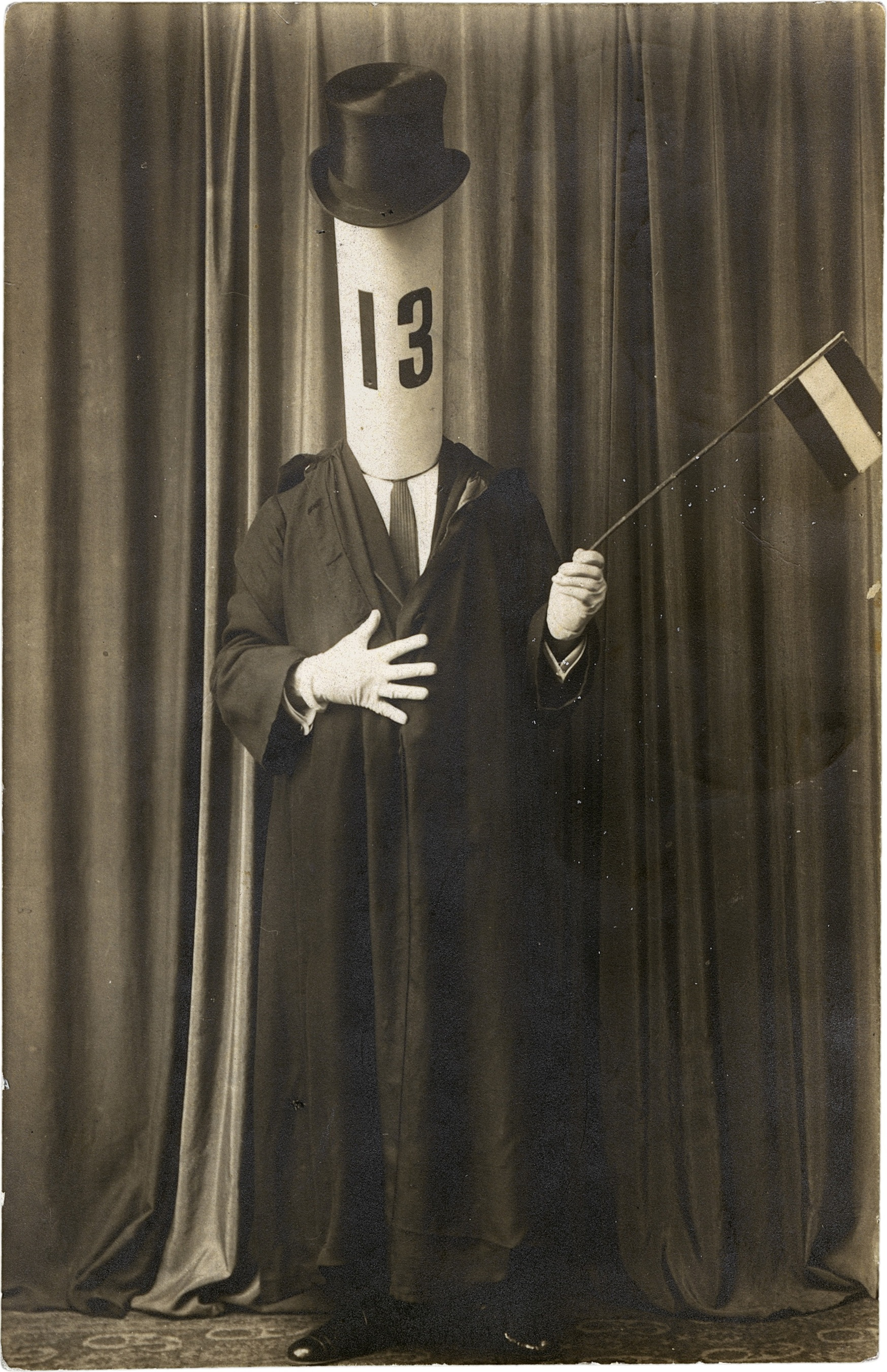
Dada, 1922
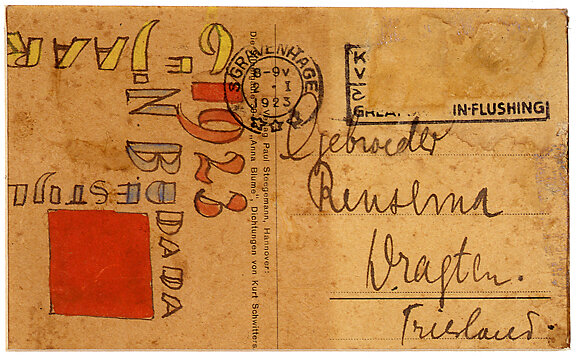
Postkarte von Theo van Doesburg

### FotogalerieKonstruktivistische Werke

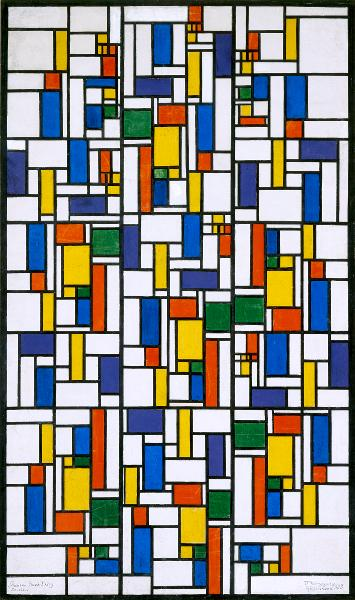
Farbdesign für Buntglaskomposition, 1917–1918, Kunsthaus Zürich
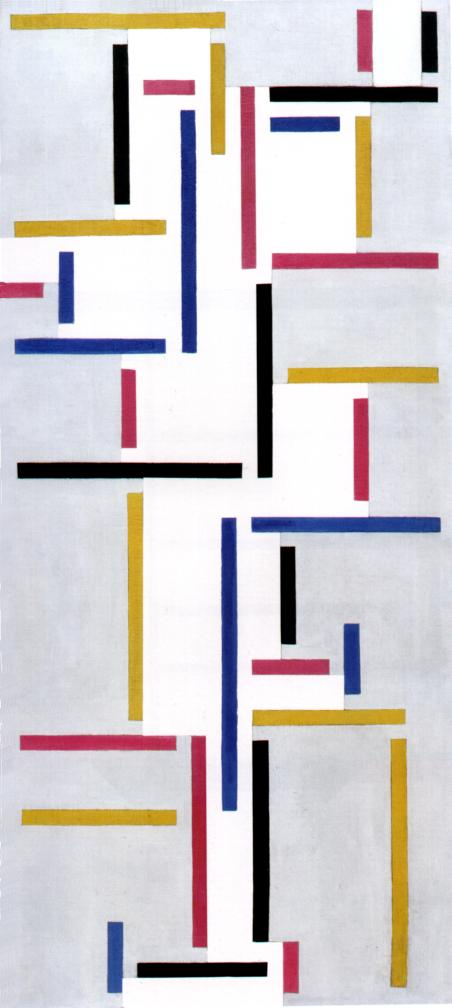
Rhythmus eines russischen Tanzes, 1918, Museum of Modern Art, New York
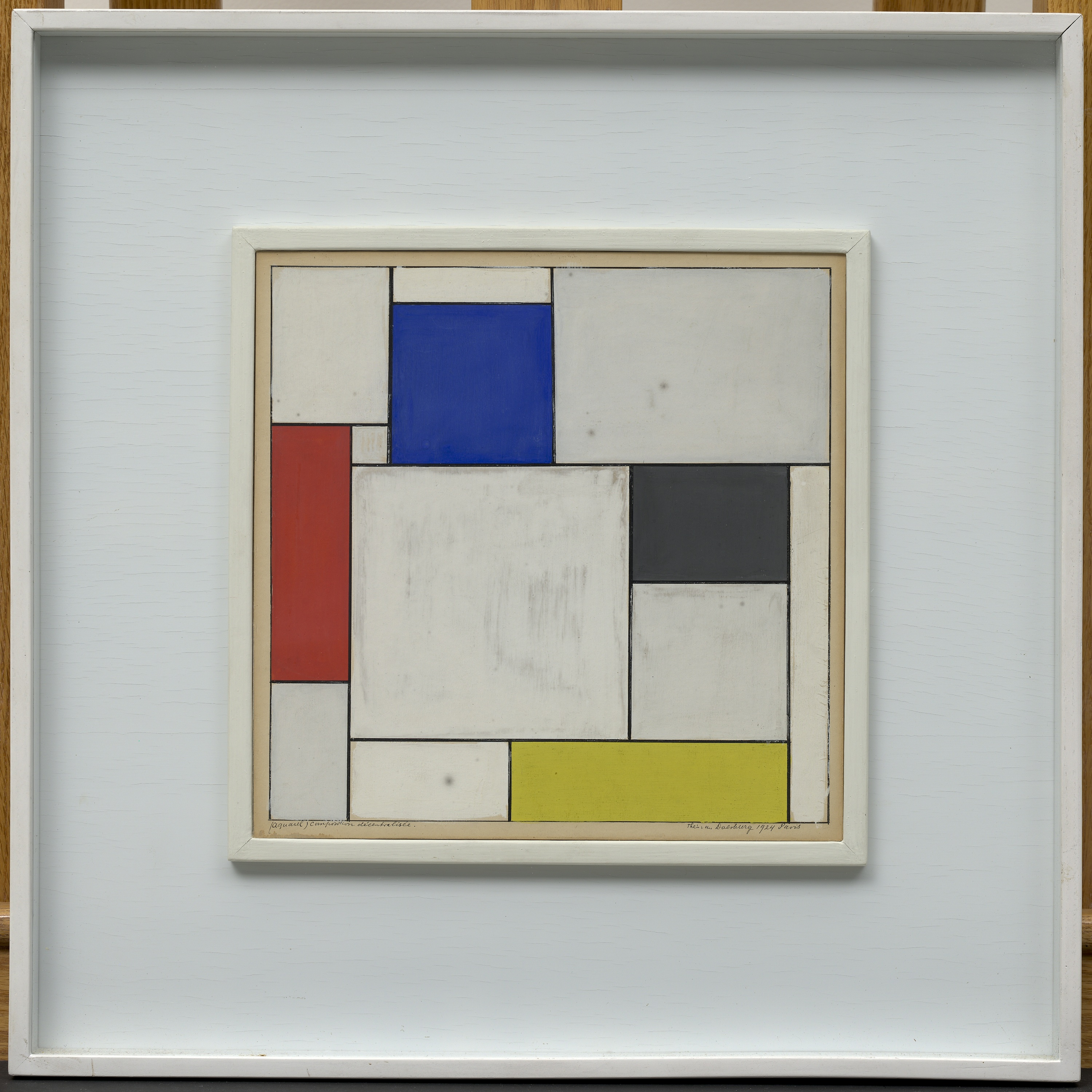
Composition décentralisée, 1924, Solomon R. Guggenheim Museum, New York

### FotogalerieDesign

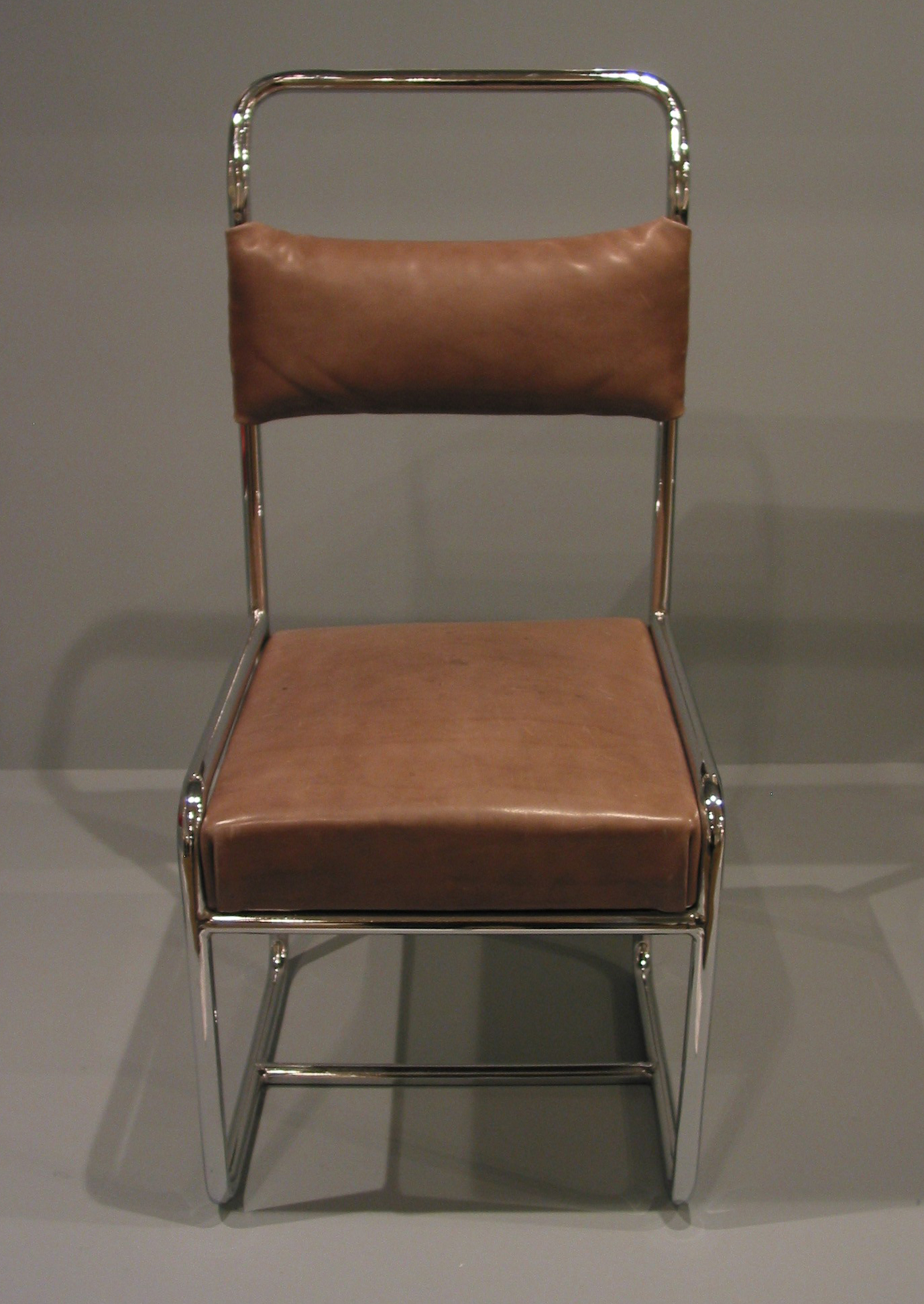
Stuhl, 1930
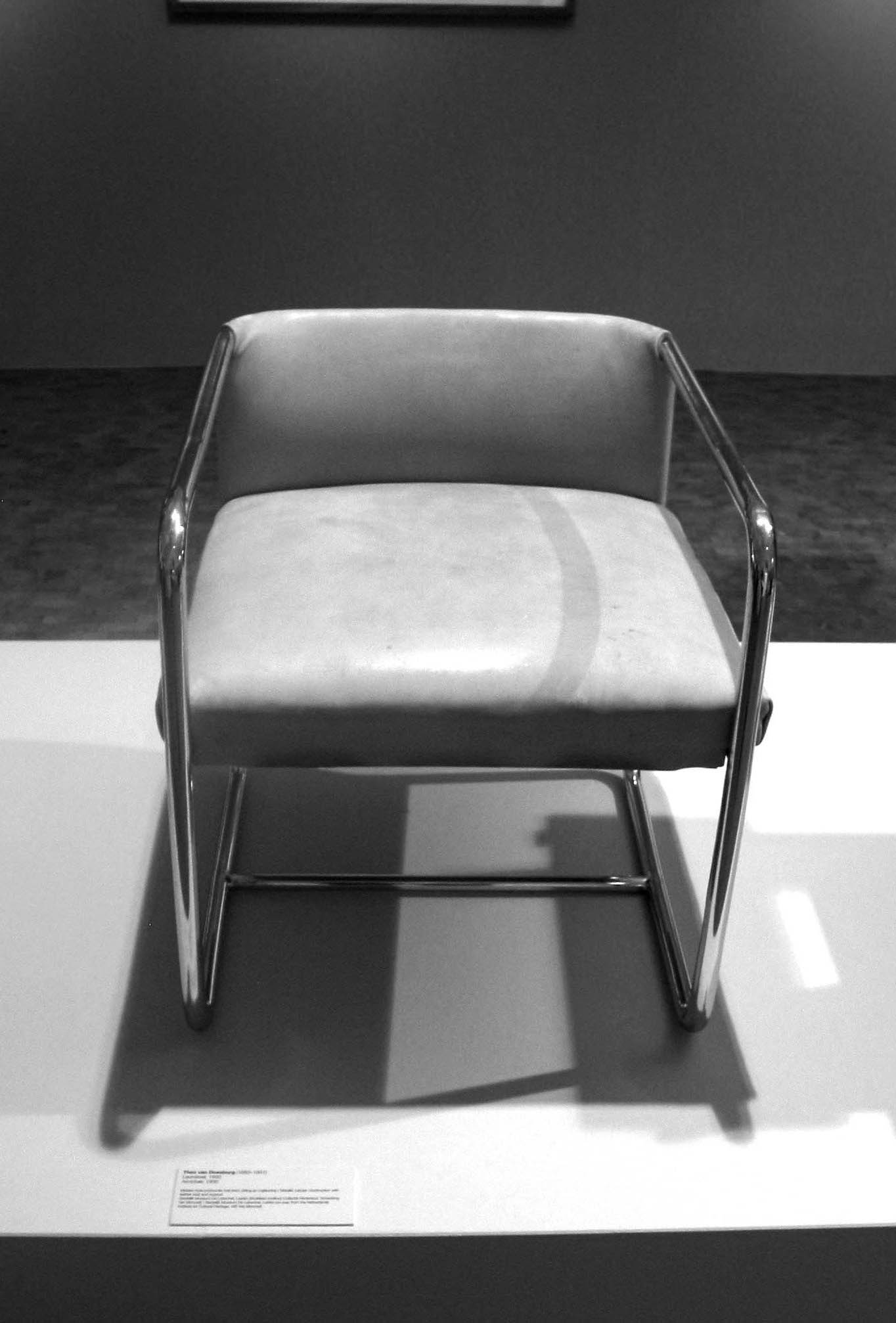
Stuhl, 1930
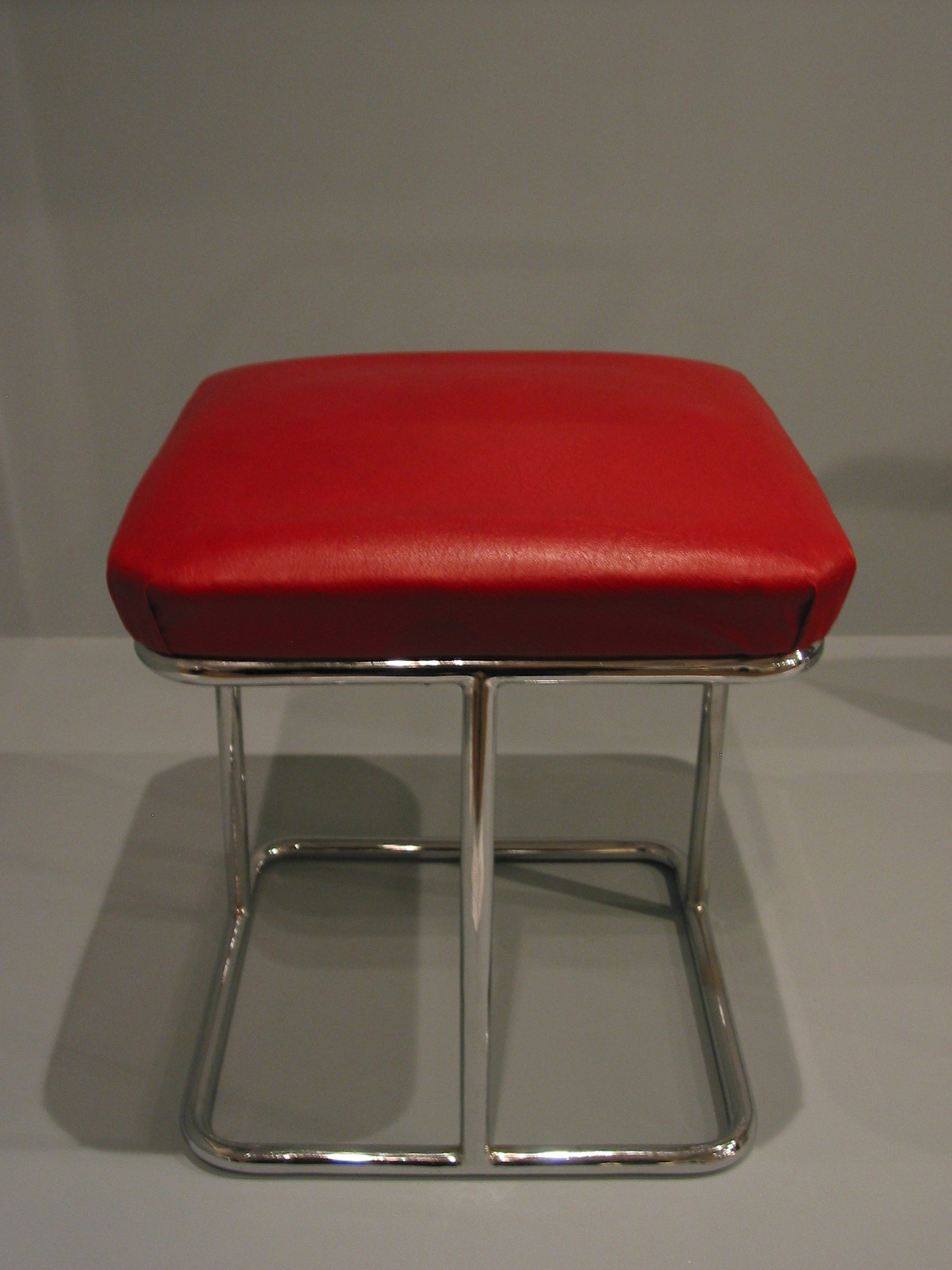
Stuhl, 1930

## Ehrungen

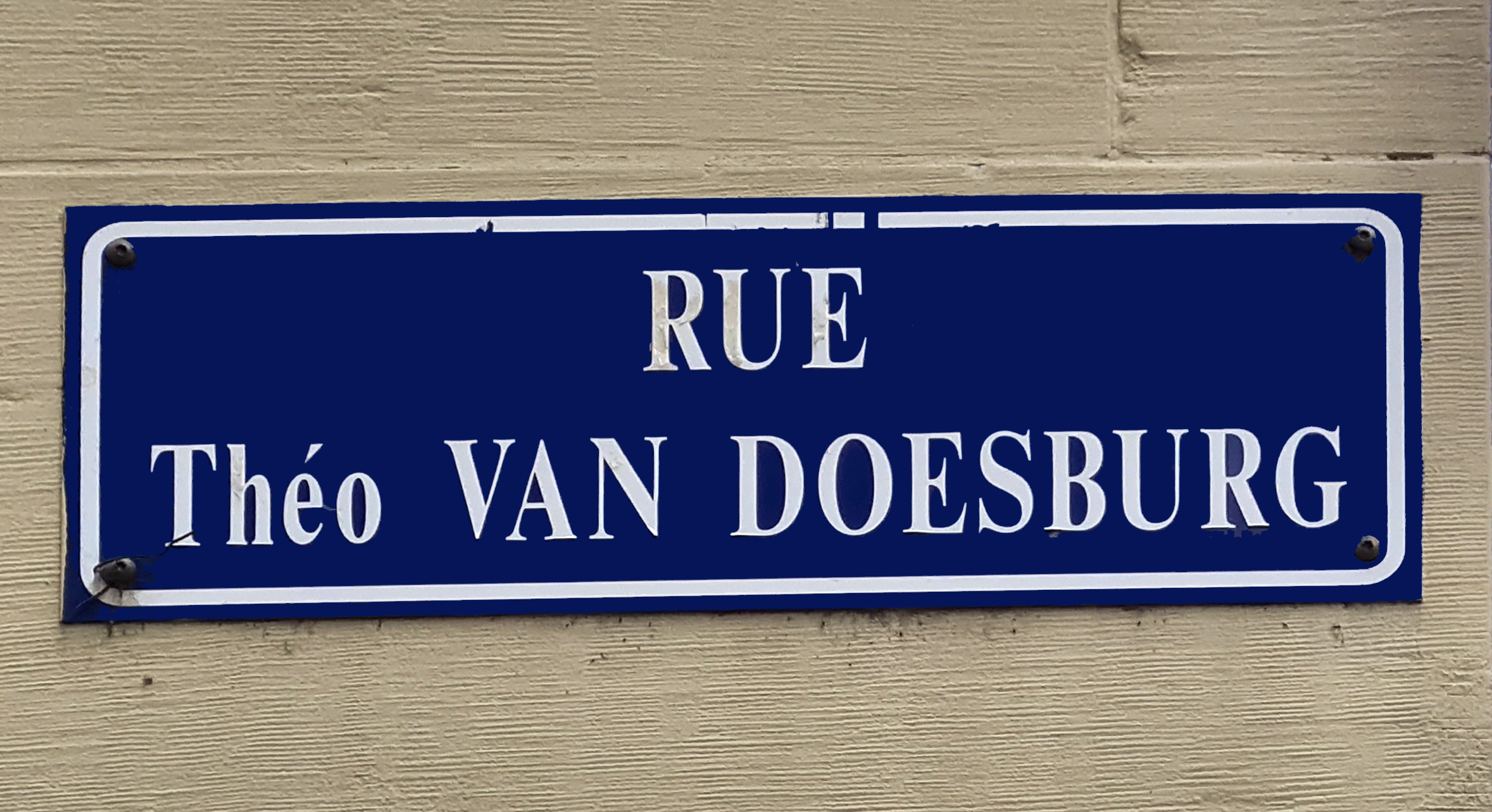
Rue Théo Van Doesburg, Straßburg
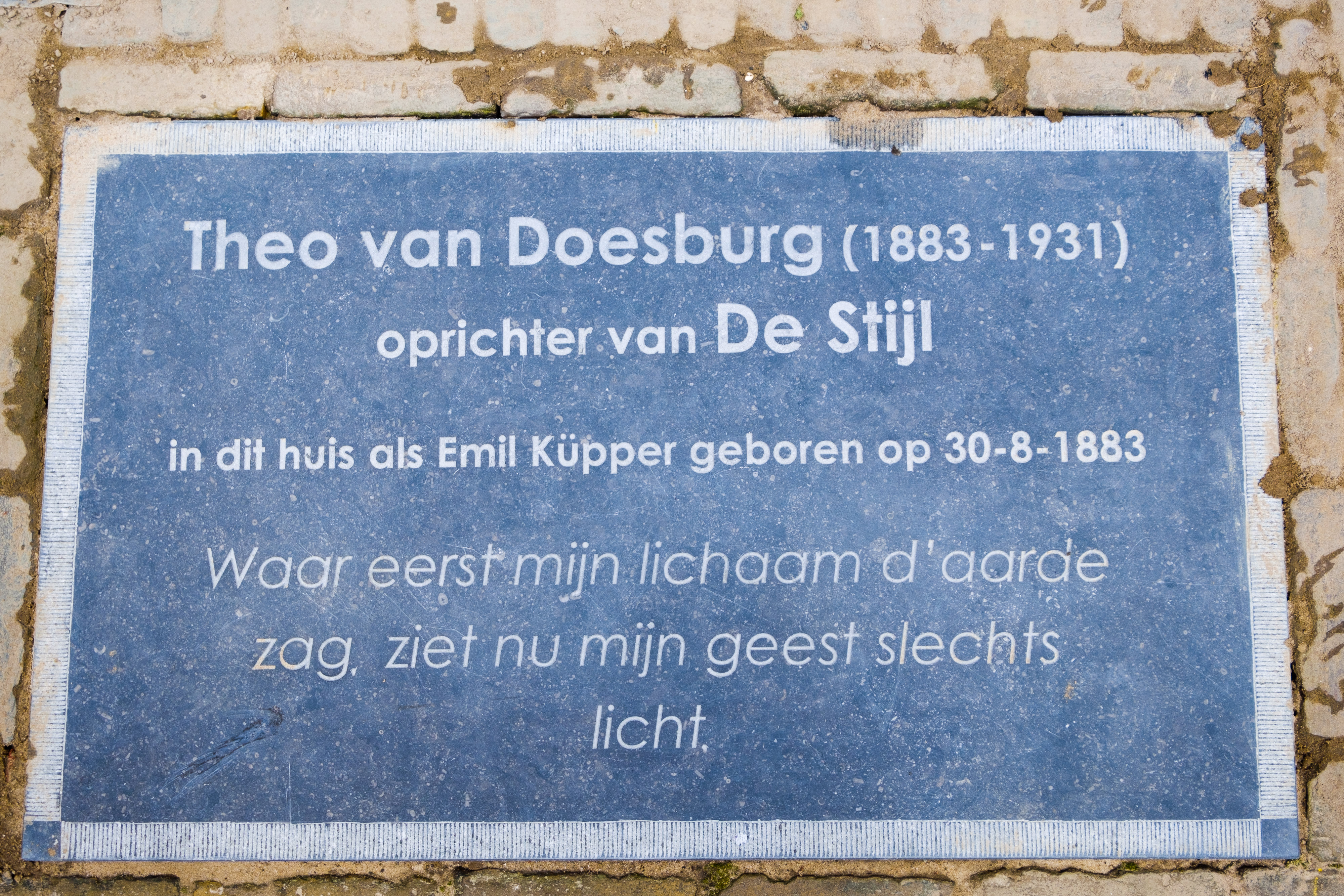
Gedenktafel für Theo van Doesburg